# Trumhere
Trumhere (zm. 662) – wczesnośredniowieczny biskup Mercji.

## Życiorys
Trumhere urodził się w Anglii, ale wykształcenie zdobył w Irlandii. Był pierwszym opatem klasztoru Gilling Abbey, założonego na gruntach ofiarowanych przez Oswiu z Nortumbrii jako pokutę za zamordowanie króla Deiry Oswine (Trumhere był bliskim krewnym Oswine i Enfledy, żony Oswiu). Od 658 roku był biskupem Anglów zamieszkałych w rejonie Leicestershire i Mercji. Po jego śmierci ok. 662 roku zastąpił go biskup Jaruman.